# Ravensbrück
Ravensbrück Fürstenberg/Havel egyik lakónegyede, Brandenburg németországi tartomány északi részén. Mielőtt 1950-ben a városhoz csatolták volna, önálló település volt. A nemzetiszocializmus korszakában koncentrációs tábor működött itt. Egykori helyén 1959 óta emlékmúzeum áll.

## Földrajza
Ravensbrück Uckermark történelmi táj része, és a wittstocki béke, 1442 óta a brandenburgi Mecklenburgi tóvidék természetvédelmi területhez tartozik.
Központja a Schwedtsee északnyugati partján, a Hegensteinließ torkolatánál alakult ki. Északi részén az Unter den Linden út, nyugati részén a falu főutcája húzódik. Az egykori Ravensbrück község alkotja a mai Fürstenberg/Havel centruma északi részét. Ez magába foglalja a Forsthaus Altthymen, Neuthymen, a Nagy-Svábfelsőtó, a Thymensee, a Havel egy része átfolyik Schwedt-tón, és néhány kisebb tón. Az 1950 előtti határ Ravensbrücke falu és a Mecklenburg környéke között húzódó erdei út volt, a Roblinsee és a Schwedtsee mentén.
A település korábban északról a Godendorf falu (Mecklenburg-Elő-Pomeránia) határolta a fürstenbergi kerületben Altthymen, keleten a Wokuhl-Dabelow falu (Mecklenburg-Elő-Pomeránia) és a fürstenbergi kerület Himmelpfort faluja, a déli határa Fürstenberg város eredeti területén, és nyugaton a Fürstenberg Kerületben Steinförde és Priepert falvak (Mecklenburg-Elő-Pomeránia).

## Történelme

### Középkor és kora újkor
Első írásos említése 1273-ban, Lychen város vámtörvényében olvasható. 1679-ben már mai nevén szerepel, miután Garlin falu kihalt. Az 1299 -ben megépült Himmelpfort kolostort 1358-ban eladták Mark Fürstenbergnek, s csak 1440-ben került vissza.
1727 előtt a szekularizált szerzetesrendnek tejipari befektetése, sörgyára és házai voltak itt. Azután része lett Badingen közigazgatási kerületének. 1752–53-ban az egyutcás falut már út kötötte össze Fürstenberggel és Mecklenburggal, ahonnan telepesek jöttek ide. 1769 és 1837 között Teerofen kapta meg.

### Újkori történelme
1800-ban a falu (Stadtmauer von Fürstenberg) mérete elérte a 40 házat; lakói között volt 20 haveli hajós. 1815-ben Badingent hivatalosan feloszlatták, és Ravensbrück ezután 1872-ig Zehdenickhez tartozott. 1826-tól évente kétszer tartottak vásárt, amelyen Brandenburg kézművesei áruikat a mecklenburgi parasztokkal cserélték ki. Ezek a piacok a vámok eltörlésével, 1867-ig működtek. 1872-ben mészégető épült. Az 1877 óta lefektetett berlini északi vasút Ravensbrücköt is érintette, egyelőre nem saját vasútállomással.
Legkésőbb 1900-ra a telepesek faluja a vidéki közösség része lett, 85 ha-ral. Ezen kívül ott volt Gutsbezirk a kerület területén 238 ha-ral. Ezen kívül volt egy erdészház a ravensbrücki Gutsbezirk Neuthymen erdészet tulajdonában. Egyházilag Ravensbrück a porosz-görög katolikus egyházhoz tartozott. 1900 óta, az illetékes egyház temploma 7 km-re volt volt a falutól. Hogy megakadályozzák a közelebbi mecklenburgi evangélikus egyház térnyerését, Fürstenberg felépített egy saját templomot Ravensbrückben, 1907–1908-ban. A templomot Georg Büttner tervezte; egyhajós formában, szabálytalan nyolcszög alakú manzárdtetővel, toronnyal és kórussal épült meg. 1912 óta filiális temploma volt Rutenbergnek, 1916-tól pedig Himmelpfortnak. Egy későbbi időpontban, de nem 1950-től a templomot megszentségtelenítették, s lakóhelyként használták.

### A weimari köztársaság és a nemzeti szocializmus kora

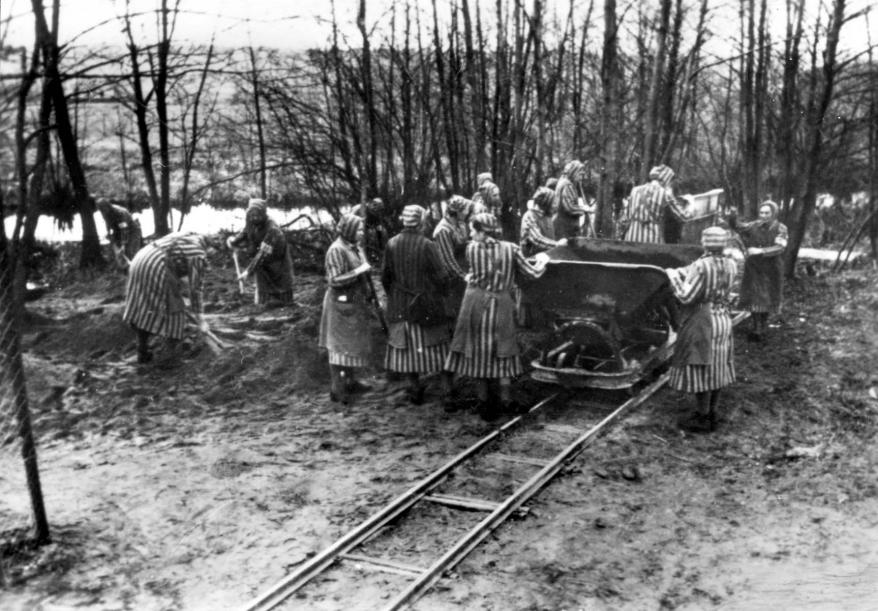
Női fogvatartottak a koncentrációs tábor munkaszolgálatán

Az első világháború óta Ravensbrück gazdaságilag szorosan kapcsolódik Fürstenberghez. 1924-ben itt működik a Karl Knöllner Autógyár. A Gutsbezirk 1928-ban Ravensbrückbe települt át. 1929-ben a Gutsbezirks Neuthymen erdészeti részlege is ide költözött. 1931 óta közös az önkormányzata Oberförstereigehöft Neuthymen, Bahnmeistereigehöft Ravensbrück, Forsthaus Forsthaus Altthymen és Ravensbrück településeknek. Ugyanebben az évben templom épült itt. 1936-ban a Britz-Fürstenberg vasútvonal egyik ága itt húzódott a vasúti kompon át. 1942-ben Ravensbrück kapott egy új vasútállomást a Britz–Fürstenberg vasútvonalon.
1938–39-ben a Schutzstaffel (SS) létrehozta, a Schwedt tó északkeleti partján koncentrációs táborát, a Birodalom legnagyobb női KZ-jét. Ezt követően felépített egy lakótelepet az SS őrök, és a feldolgozó létesítmények számára. 1941-től férfiakat is internáltak a táborba. 1942-ben, a közvetlen közelében épült a KZ Uckermark mint ifjúsági koncentrációs tábor, lányok és fiatal nők befogadására. 1945. április 30-án a Vörös Hadsereg felszabadította a megmaradt foglyokat. Az itt elpusztított személyek száma 25-40 000 közé tehető.

### A szocializmus idején
A szovjet megszálló csapatok birtokba vették 1945-ben a korábbi koncentrációs tábort, és az SS-allokációs részben helyőrséget állított fel. Az 1948-as földreform a szovjetek által megszállt övezetben egy 157 ha-os kisajátított és megosztott területet érintett.
Vita volt a város neve körül, de aztán maradt a régi. 1959-ben megtörtént az emlékmű felállítása. Az egykori tábor területe 1971-ben visszakerült a polgári közigazgatás alá.
1989–90-ig itt állomásozott a szovjet 118. anyagellátó dandár és a 60. gépesített lövészezred.

### A német újraegyesítéskor
1993–94-ben az egykori Szovjetunió, a mai Oroszország visszavonta csapatait Ravensbrückből, vasútállomása viszont még 1996-ig zárva volt. Az egykori SS-lakótelepen 2002-ben nemzetközi ifjúsági szállás nyílt.
Mára már feloldották a kötöttségeket és Ravensbrück Fürstenberg szerves részét képezi.

## Személyiségek
A ravensbrück koncentrációs tábor fogvatartottjainak listája a de:Kategorie:Häftling im KZ Ravensbrück, a személyzeté pedig a de:Kategorie:Personal im KZ Ravensbrück kategóriacím alatt található meg.